# Francine Mussey
Francine Mussey (6 de octubre de 1897-23 de marzo de 1933) fue una actriz de cine francesa cuya carrera comenzó en la era del cine mudo de la década de 1920 y terminó en 1933 cuando se suicidó ingeriendo veneno a la edad de 35 años.
Mussey nació en el XVIII Distrito de París como Marcelle Fromholt en 1897. Hizo su debut en la película dirigida por Lucien Lehmann en 1920 L'épave, junto a los actores Marcel Bonneau y Jean-François Martial. Continuaría apareciendo en varias películas a lo largo de la década de 1920 y en la era de la película con sonido de principios de la década de 1930 dirigida en más de una ocasión por Louis Feuillade, Gaston Ravel, Alexandre Ryder y Jean Daumery, entre otros. Ella apareció en la epopeya de 1927 Napoléon, con una duración de 330 minutos.

## Filmografía seleccionada
- La casa del misterio (1923)
- The Man in the Saddle (1925)
- Lady Harrington (1926)
- Napoleon (1927)
- The Woman Who Couldn't Say No (1927)
- Buridan's Donkey (1932)